# Anthony Quinn

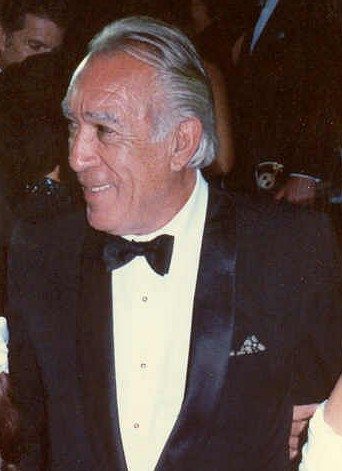
Anthony Quinn

Anthony Quinn (n. 21 aprilie 1915, Chihuahua, Chihuahua, Mexic – d. 3 iunie 2001, Boston, Massachusetts, SUA) a fost un actor american de teatru și film, de origine mexicană, dublu laureat al premiului Oscar. 
Antonio Rodolfo Ouinn Oaxaca, pe numele său adevărat, s-a născut în Chihuahua în timpul Revoluției Mexicane, fiind cunoscut și ca pictor sau scriitor, dar mai ales pentru activitatea sa cinematografică, pentru roluri memorabile în filme precum:  Zorba Grecul, Ultimul tren din Gun Hill, Lawrence al Arabiei, Tunurile din Navarone, Mesagerul lui Allah, Secretul din Santa Vittoria, Cocoșatul de la Notre Dame, La strada și altele. A câștigat premiul Academiei Americane de Film pentru rolurile secundare interpretate în peliculele Viva, Zapata! în anul 1952 și Poftă de viață în 1956.

## Filmografie selectivă
- 1952 – Lumea e a mea (The World in His Arms)
- 1953 – Cavalleria rusticana, regia Carmine Gallone
- 1953 – Ferma lui Cameron (Ride, Vaquero!), regia John Farrow
- 1954 – La strada, regia Federico Fellini
- 1954 – Ulise (Ulisse), regia Mario Camerini
- 1955 – Matadorul (The Magnificent Matador), regia Budd Boetticher
- 1956 – Van Gogh
- 1956 – Notre Dame de Paris (Notre Dame de Paris)
- 1956 – Omul din Del Rio (Man from Del Rio), regia Dave Robles
- 1959 – Ultimul tren din Gun Hill (Last Train from Gun Hill), regia John Sturges
- 1959 – Warlock, regia Edward Dmytryk
- 1961 – Tunurile din Navarone (The Guns of Navarone), regia J. Lee Thompson
- 1962 – Baraba (Barabbà) , regia Richard Fleischer
- 1962 – Lawrence al Arabiei (Lawrence of Arabia)
- 1964 – Vizita (The Visit), regia Bernhard Wicki
- 1964 – Ziua răzbunării (Behold a Pale Horse), regia Fred Zinnemann
- 1964 – Zorba Grecul (Zorba the Greek), regia Michael Cacoyannis
- 1965 – Fabuloasa aventură a lui Marco Polo (La Fabuleuse Aventure de Marco Polo) - Kublai Khan, împărat mongol al Chinei
- 1967 – A 25-a oră (La vingt-cinquième heure), regia Henri Verneuil, scenariul a fost scris după romanul omonim al lui Constantin Virgil Gheorghiu
- 1968 – Sandalele pescarului (The Shoes of the Fisherman - episcopul Lakota
- 1969 – Secretul din Santa Vittoria (The Secret of Santa Vittoria), regia Stanley Kramer
- 1970 – Plimbare în ploaia de primăvară (A Walk in the Spring Rain), regia Guy Green
- 1970 – Ultimul războinic (Flap / The Last Warrior), regia Carol Reed
- 1976 – Mesagerul lui Allah (The Message)
- 1978 – Copiii lui Sanchez (The Children of Sanchez), regia Hall Bartlett
- 1979 – Trecătoarea (The Passag), regia J. Lee Thompson
- 1990 – Răzbunarea (Revenge), regia Tony Scott
- 1990 – Și fantomele iubesc (Ghosts Can't Do It), regia John Derek
- 1990 – Bătrânul și marea (The Old Man and the Sea), regia Jud Taylor
- 1991 – Mafioții (Mobsters), regia Michael Karbelnikoff
- 1991 – Numai cei singuri
- 1991 – A Star for Two